# Jean François Bosio
Pour les articles homonymes, voir Bosio.
Jean Baptiste François Bosio, né le 17 juin 1764 à Monaco et mort le 6 juillet 1827 à Paris, est un peintre, dessinateur et graveur français.

## Biographie

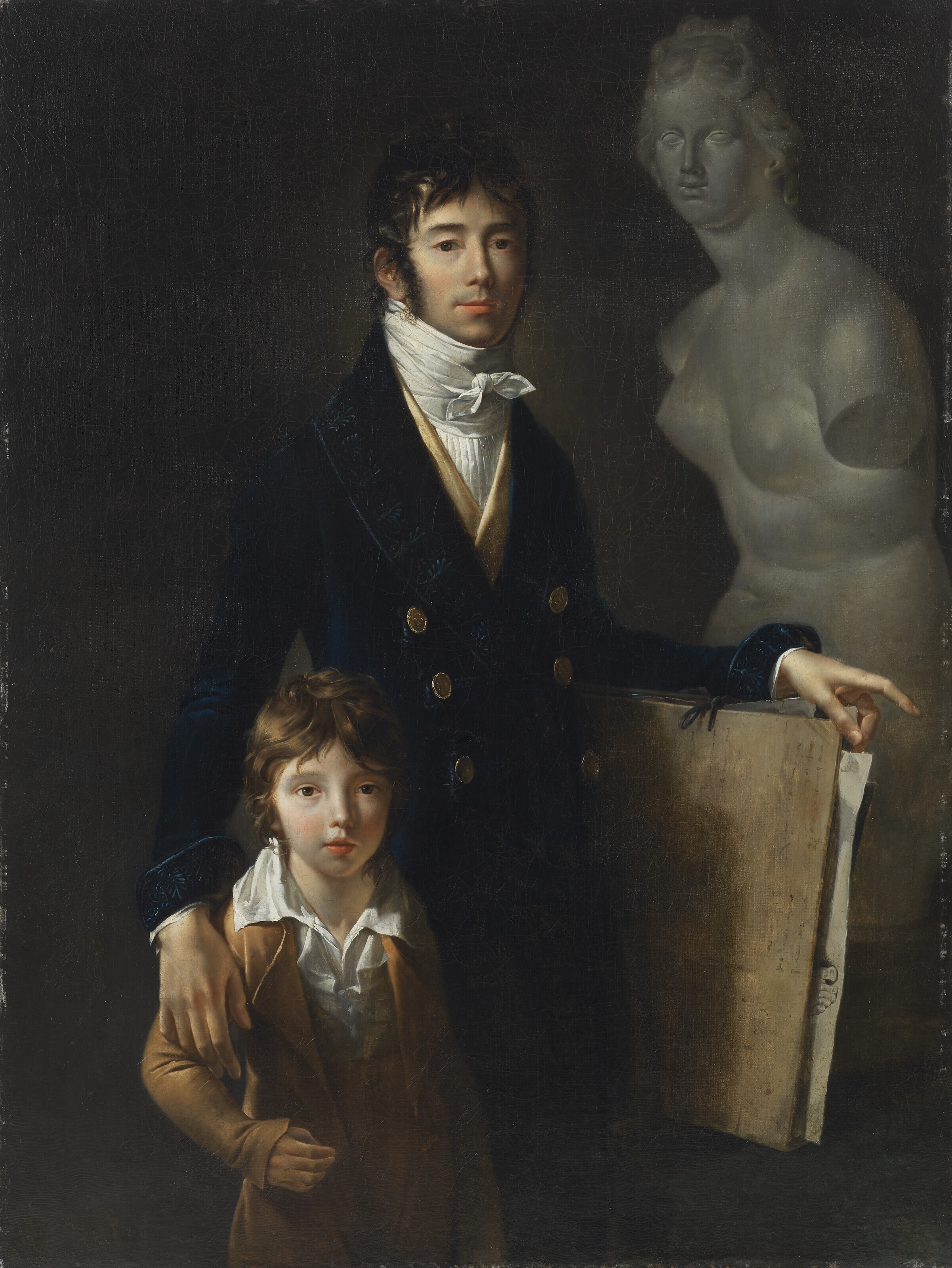
Autoportrait de Jean Baptiste François Bosio avec son fils Astyanax Scaevola, vers 1801

Jean François Bosio est le frère aîné du sculpteur François Joseph Bosio et le père du sculpteur Astyanax-Scévola Bosio.
Il fut l'élève de Jacques-Louis David et l'un des hôte du no 9 de la rue Childebert où Guillaume Guillon Lethière avait son atelier.
Il fut professeur de dessin à l'École polytechnique. Il dédia un livre sur le dessin à ses élèves, l'an IX.
Il meurt le 6 juillet 1827. Il est inhumé au cimetière du Montparnasse (7e division) à Paris,

## Œuvres

### Peintures
- La Mort de la Vierge, huile sur toile, Cathédrale Notre-Dame de Chartres[3].
- Saint Louis, huile sur toile, (228 × 162,5 cm), Cathédrale Notre-Dame-de-l'Assomption de Clermont[4]

### Dessins et gravures
- Le sultan parisien, gravure coloriée, (26,5 × 41,3 cm)[5]
- Mendianr, dessin au crayon noir, (14,4 × 20,5 cm)[6]
- Charlotte Corday, estampe, (22 × 16 cm)[7]
- Louis XVIII, gravure à l'eau forte, (17,8 × 12,5 cm)[8]
- La Bouillotte, estampe, (42,7 × 54,9 cm)[9]
- Portrait de Joachim Murat, roi de Naples et de Sicile en habit de grand amiral de l'Empire français, gravure en couleur[10]
- Jérôme Bonaparte,  roi de Westphalie, estampe[11]

### Gravures réalisées d'après une peinture ou un dessin de Bosio
- Marie-Louise d'Autriche, gravure de Jean-François Ribault[12]
- Le Volant, gravure[13]

### Ouvrage écrit
- Jean François Bosio, Traité élémentaire des règles du dessin, Paris, 1800, 118 p. (OCLC 458650819, BNF 31847956, lire en ligne).

## Galerie

Gravures de Jean François Bosio
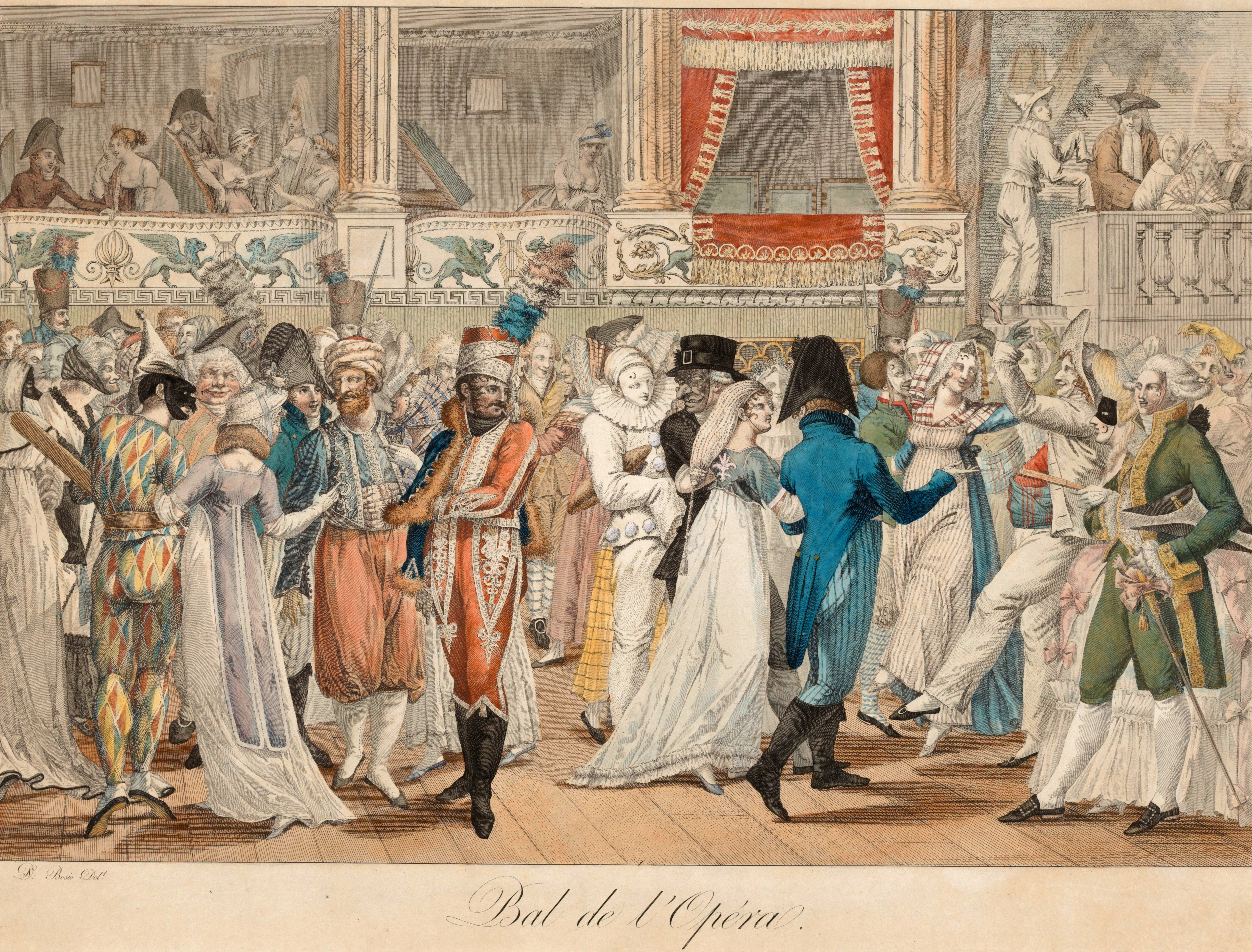
Bal de l'opéra de Paris
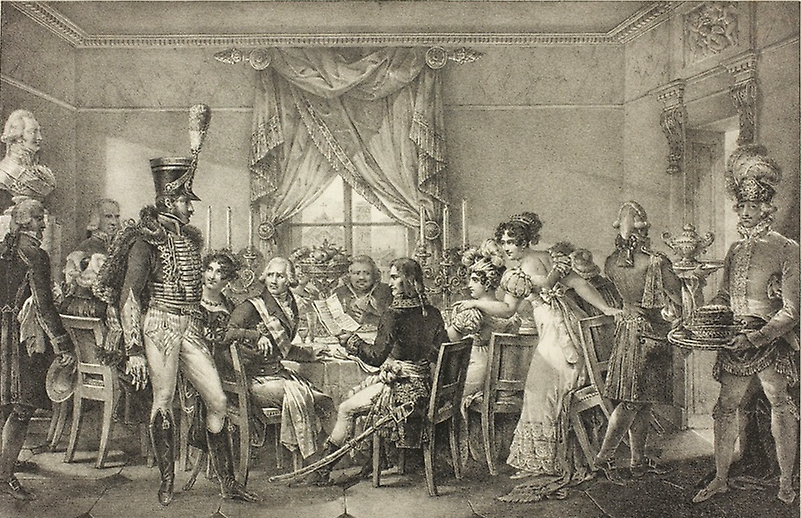
Napoléon au palais du grand duc de Florence
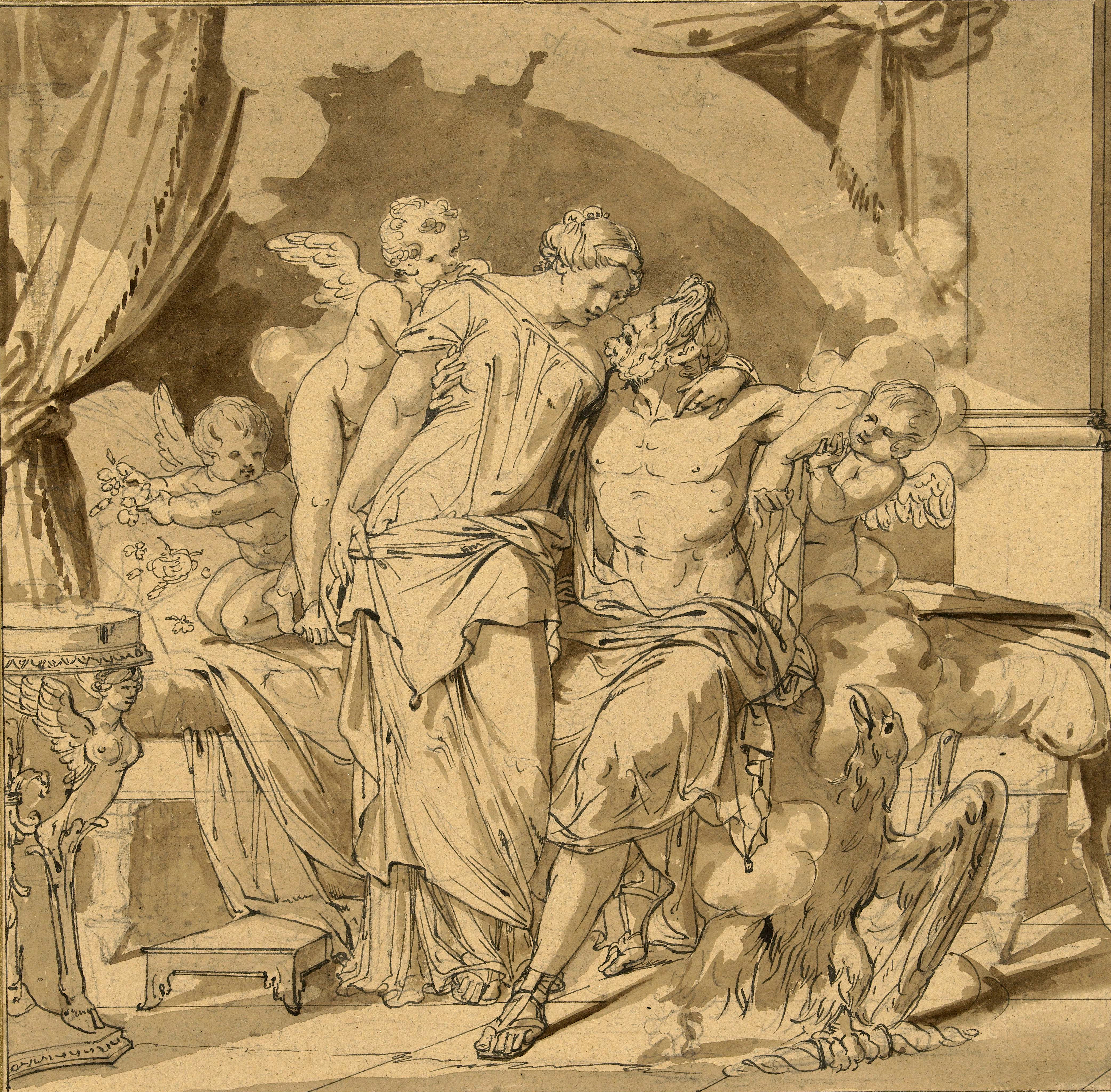
Dessin, Jupiter et Junon